# ストップ・ザ・ミュージック
ストップ・ザ・ミュージックは、1950年代にCBCラジオで放送されていた、公開録音による聴取者参加型クイズ番組。レコードを使った曲名当てクイズで、変わった再生方法（後述）が話題となり、人気を呼んだ。

## 概要
CBCラジオの開局日にスタート。アメリカの放送局・ABCで1948年から1952年まで（テレビ版は1949年から1956年まで）放送された同名のクイズ番組『Stop the Music』を下敷きとした番組。一般参加型クイズ番組の日本第一号として、のちのさまざまなクイズ番組に多大な影響を与えた。司会は栗谷俊男（劇団CBC第1期生→CBCアナウンサー）。
放送開始当初は複数社による提供であったが、土曜12時30分に放送枠が移動した際、早川電機（現：シャープ）の一社提供となり、月曜12時30分に放送枠が移動すると再び複数社提供に戻った。
第248回放送分が1957年度・第5回民放祭番組コンクール「聴取者参加番組部門優秀賞」を受賞。

## 内容
早押し方式で、出場者が「ストップ!」と声を上げながら挙手し、回答権を得た。
以下のような出題コーナーから成った。
- さかさま音楽 - 逆回転で流れるレコードの曲名を当てる。
- スピード音楽 - 33回転レコードが早回し（SP盤の回転数である78回転）で流れ、曲名を当てる。この状態のレコードが2枚流れ、同時に2曲当てるというバリエーションもあった。

## 放送期間・放送時間
1951年9月1日 - 1958年3月28日
- 土曜12:15 - 12:45（1951年9月1日 - 不明）
- 土曜12:30 - 13:00（不明）
- 月曜12:30 - 13:00（不明 - 1958年3月28日）